# Synapsis horaki
Synapsis horaki är en skalbaggsart som beskrevs av Zidek och Pokorny 2010. Synapsis horaki ingår i släktet Synapsis och familjen bladhorningar. Inga underarter finns listade i Catalogue of Life.